# Polygonatum arisanense
Polygonatum arisanense är en sparrisväxtart som beskrevs av Bunzo Hayata. Polygonatum arisanense ingår i släktet ramsar, och familjen sparrisväxter.
Artens utbredningsområde är Taiwan. Inga underarter finns listade i Catalogue of Life.